# Amt Zwingenberg (Hessen)
Das Amt Zwingenberg war eine historische Verwaltungseinheit der Obergrafschaft Katzenelnbogen, später der Landgrafschaft Hessen, der Landgrafschaft Hessen-Darmstadt und bis 1821 des Großherzogtums Hessen in dessen Provinz Starkenburg. 1821 ging das Amt Zwingenberg in dem neu geschaffenen Landratsbezirk Bensheim auf.

## Geschichte
Das Amt Zwingenberg ist aus der Zeit der Obergrafschaft Katzenelnbogen bekannt. Darunter wird ein geografisch abgegrenzter Teil der Grafschaft Katzenelnbogen verstanden. 1138 wurde Heinrich II. von Katzenelnbogen von König Konrad III. zum Grafen erhoben und begründete das Grafengeschlecht. Durch Heirat der Hildegard von Henneberg kamen Teile der Bergstraße um 1135, als Lehen von Kurmainz, an Heinrich II von Katzenelnbogen. Zwingenberg und Auerbach mit Hochstädten bildeten eine Exklave umgeben von Kurmainz im Süden und Westen, der Herrschaft Bickenbach im Norden und der Grafschaft Erbach im Osten. 1260 fand eine Teilung der Grafschaft zwischen den Brüdern Diether V. und Eberhard I. statt. Eberhard I. wurde Begründer der Jüngeren Linie und hatte seinen Besitz mehrheitlich in der Obergrafschaft.
Zwingenberg erhielt 1274 unter Graf Diether V. durch König Rudolf von Habsburg Stadt- und Marktrechte und wurde damit die älteste Stadt an der Bergstraße. 1479 starb das Grafengeschlecht von Katzenelnbogen mit Philipp I. in der männlichen Linie aus, und die Grafschaft kam als Erbe mit Philipps Tochter Anna an den Landgrafen Heinrich III. der Landgrafschaft Hessen. Die Landgrafschaft Hessen war ein Fürstentum des Heiligen Römischen Reiches und wurde durch das Haus Hessen regiert.
Die hessischen Landgrafen teilten ihr Gebiet wiederholt innerhalb der Familie auf; diese Teilungen hatten jedoch keinen dauerhaften Bestand. Erst die Erbteilung durch Landgraf Philipp den Großmütigen, der 1567 die Landgrafschaft unter seine vier Söhne aufteilte, verursachte schließlich die beinahe vierhundert Jahre anhaltende Trennung in die Landgrafschaft Hessen-Kassel (deren Regent 1803 zum Kurfürsten erhoben wurde) und die Landgrafschaft Hessen-Darmstadt, in der das Amt Zwingenberg (bis 1803 Amt Zwingenberg und Jägersburg) lag. Die übergeordnete Verwaltungseinheit war vor 1803 die Obergrafschaft Catzenellnbogen, ab 1803 das Fürstentum Starkenburg (ab 1816 Provinz). Des Weiteren gab es als Verwaltungseinheiten in der Landgrafschaft Hessen-Darmstadt noch das Oberfürstentum und spätere Provinz Oberhessen und von 1802 bis 1815 das Herzogtum Westfalen. 1816 kam noch die dritte Provinz Rheinhessen hinzu.
Als Friede von Lunéville wird der am 9. Februar 1801 in Lunéville zwischen Frankreich und Österreich unter dem römisch-deutschen Kaiser Franz II. unterzeichnete Friedensschluss bezeichnet der auch für das Heilige Römische Reich Deutscher Nation galt. Das Reich wurde zur Entschädigung der von den Gebietsverlusten betroffenen deutschen Fürsten verpflichtet, was 1803 durch den Reichsdeputationshauptschluss umgesetzt wurde.
Durch den Reichsdeputationshauptschluss von 1803 entstand das Fürstentum Starkenburg, in dem die alten und neuen landgräflich hessisch-darmstädtischen Gebiete östlich des Rheins und südlich des Mains zusammengefasst wurden.
Am 14. August 1806, im Zuge der durch Napoleon I. vorangetriebenen Rheinbund-Gründung, erfolgte, gegen Stellung hoher Militärkontingente an Frankreich, für Hessen-Darmstadt die Erhebungen zum Großherzogtum Hessen, einhergehend war der Austritt Hessen-Darmstadts aus dem Heiligen Römischen Reich Deutscher Nation. Das Ende des alten Reiches war bereits durch den Reichsdeputationshauptschluss besiegelt worden und hörte mit der Niederlegung der Reichskrone am 6. August 1806 durch Kaiser Franz II. auf zu bestehen.
Nach der endgültigen Niederlage Napoléons regelte der Wiener Kongress 1814/15 auch die territorialen Verhältnisse für Hessen, daraufhin wurden 1816 im Großherzogtum Provinzen gebildet. Dabei wurde das vorher als „Fürstentum Starkenburg“ bezeichnete Gebiet in „Provinz Starkenburg“ umbenannt.
1821 kam es zu einer Justiz- und Verwaltungsreform, mit der auch die Trennung der Rechtsprechung von der Verwaltung auf unterer Ebene umgesetzt wurde. Die Ämter wurden aufgelöst, ihre Aufgaben hinsichtlich der Verwaltung neu gebildeten Landratsbezirken, die erstinstanzliche Rechtsprechung Landgerichten übertragen. Das Amt Zwingenberg wurde dem neu geschaffenen Landratsbezirk Bensheim und dem Landgericht Zwingenberg zugeteilt.

## Territorium
In der Zeit des Großherzogtums Hessen umfasst das Amt Zwingenberg die Orte
Zwingenberg (schon in der Obergrafschaft Katzenelnbogen)
Auerbach (schon in der Obergrafschaft Katzenelnbogen)
Hochstädten (schon in der Obergrafschaft Katzenelnbogen)
Alsbach (schon in der Obergrafschaft Katzenelnbogen)
Hähnlein (schon in der Obergrafschaft Katzenelnbogen)
Langwaden (noch Amt Jägersburg in der Obergrafschaft Katzenelnbogen)
Schwanheim (noch Amt Jägersburg in der Obergrafschaft Katzenelnbogen)
Groß-Hausen (noch Amt Jägersburg in der Obergrafschaft Katzenelnbogen)
Groß-Rohrheim
Jägersburg